# Gonzalo Martínez
Gonzalo Martínez Caicedo (ur. 30 listopada 1975 w Candelarii) – kolumbijski piłkarz występujący na pozycji obrońcy.

## Kariera klubowa
Martínez zawodową karierę rozpoczynał w 1997 roku w zespole Deportes Tolima. W 2001 roku trafił do włoskiego Udinese Calcio. W Serie A zadebiutował 16 września 2001 roku w przegranym 1:2 pojedynku z Milanem. W styczniu 2003 roku został wypożyczony do SSC Napoli z Serie B. Spędził tam pół roku.
W połowie 2003 roku podpisał kontrakt z Regginą występującą w Serie A. Pierwszy ligowy mecz zaliczył tam 30 sierpnia 2003 roku przeciwko Sampdorii (2:2). Na początku 2004 roku został wypożyczony do Napoli, nadal grającego w Serie B. Tym razem również występował tam przez pół roku.
W 2005 roku Martínez wrócił do Deportes Tolima. W sezonie 2006 grał w paragwajskich zespołach Club Olimpia oraz Club Libertad. Z tym drugim zdobył mistrzostwo Paragwaju. W 2007 roku odszedł do kolumbijskiego Millonarios, gdzie spędził jeden sezon.
W 2008 roku przeszedł do amerykańskiego DC United. W MLS zadebiutował 30 marca 2008 roku w przegranym 0:2 pojedynku z Kansas City Wizards. 22 czerwca 2008 roku w wygranym 3:1 spotkaniu z San Jose Earthquakes strzelił swojego jedynego gola w MLS. W DC United grał przez jeden sezon.
W 2009 roku Martínez został graczem kolumbijskiego Atlético Huila. W tym samym roku wywalczył z nim wicemistrzostwo fazy Finalización. W 2011 roku podpisał kontrakt z Deportivo Cali. Zadebiutował tam 6 lutego 2011 roku w przegranym 1:2 spotkaniu rozgrywek Categoría Primera A z Cúcuta Deportivo.

## Kariera reprezentacyjna
W reprezentacji Kolumbii Martínez zadebiutował w 2000 roku. W tym samym roku został powołany do kadry na 
Złoty Puchar CONCACAF. Zagrał na nim w meczach z Jamajką (1:0), Hondurasem (0:2), Stanami Zjednoczonymi (2:2, 1:2 w rzutach karnych), Peru (2:1) i Kanadą (0:2). Tamten turniej Kolumbia zakończyła na 2. miejscu.
W 2003 roku wziął udział w Pucharze Konfederacji. Wystąpił na nim w pojedynkach z Francją (0:1), Nową Zelandią (3:1), Japonią (1:0), Kamerunem (0:1) i Turcją (1:2). Na tamtym turnieju Kolumbia zajęła 4. miejsce.
W 2004 roku Martínez znalazł się w zespole na Copa América. Na tamtym turnieju, zakończonym przez Kolumbię na 4. miejscu, zagrał w meczach z Wenezuelą (1:0), Boliwią (1:0), Peru (2:2), Argentyną (0:3) i Urugwajem (1:2).
W latach 2000–2004 w drużynie narodowej rozegrał w sumie 36 spotkań i zdobył 1 bramkę.